# 盧森堡的庫妮根德
盧森堡的庫妮根德（德語：Kunigunde von Luxemburg，約975年—1040年3月3日）又稱為聖顧乃宮，神聖羅馬皇后，1200年被教宗依諾增爵三世封聖。
999年，庫妮根德與巴伐利亞公爵海因里希三世結婚。1014年海因里希被加冕為神聖羅馬皇帝（稱亨利二世），庫妮根德成為神聖羅馬皇后。兩人沒有子女。